# Цзяохэ
Цзяохэ́ (кит. упр. 蛟河, пиньинь Jiāohé) — городской уезд городского округа Гирин провинции Гирин (КНР). Название уезда происходит от названия реки Цзяохэ.

## География
Городской уезд Цзяохэ граничит со следующими административными единицами:
- Городской уезд Шулань (на севере)
- Району Лунтань и Фэнмань (на западе)
- Городской уезд Хуадянь (на юге)
- Яньбянь-Корейский автономный округ (на востоке)
- Провинция Хэйлунцзян (на северо-востоке)

## История
В 1909 году в этих местах был образован уезд Эму (额穆县, от маньчжурского слова «эмушань», означающего «прибрежная полоса»). В октябре 1939 года он был переименован в уезд Цзяохэ.
28 сентября 1989 года уезд Цзяохэ был преобразован в городской уезд.

## Административное деление
Городской уезд Цзяохэ делится на 7 уличных комитетов, 8 посёлков, 1 волость и 1 национальную волость.